# Сезон ФК «Львів» 2011—2012
Сезон ФК «Львів» 2011–2012 — шостий і останній сезон футбольного клубу «Львів». У вересні 2011 багаторічний президент і власник «Львова» Юрій Кіндзерський повідомив, що більше не може утримувати команду; новим президентом клубу став голова Федерації футболу Львівщини Ярослав Грисьо. Основу колективу склали юні та недосвідчені виконавці. У Кубку України «Львів» вибув на етапі 1/32 фіналу. Команда посіла останнє — 18-е місце — в першій лізі. Улітку 2012 року клуб повідомив, що припиняє виступи на професіональному рівні.

## Підсумкова турнірна таблиця
| М  | Команда              | І  | В  | Н  | П  | РМ    | О  |
| -- | -------------------- | -- | -- | -- | -- | ----- | -- |
|    | «Говерла-Закарпаття» | 34 | 27 | 3  | 4  | 67−16 | 84 |
|    | «Металург»           | 34 | 24 | 4  | 6  | 77−32 | 76 |
|    | ФК «Севастополь»     | 34 | 23 | 7  | 4  | 60−22 | 76 |
| 4  | «Арсенал»            | 34 | 18 | 8  | 8  | 51−39 | 62 |
| 5  | «Кримтеплиця»        | 34 | 17 | 9  | 8  | 50−38 | 60 |
| 6  | «Буковина»           | 34 | 15 | 12 | 7  | 38−29 | 57 |
| 7  | «Динамо-2»           | 34 | 15 | 5  | 14 | 42−39 | 50 |
| 8  | «Сталь»              | 34 | 14 | 8  | 12 | 51−50 | 50 |
| 9  | «Геліос»             | 34 | 13 | 9  | 12 | 54−46 | 48 |
| 10 | «Нафтовик-Укрнафта»  | 34 | 12 | 8  | 14 | 49−43 | 44 |
| 11 | «Зірка»              | 34 | 13 | 5  | 16 | 53−49 | 44 |
| 12 | «Олімпік»            | 34 | 11 | 7  | 16 | 38−44 | 40 |
| 13 | «Нива»               | 34 | 7  | 11 | 16 | 21−39 | 32 |
| 14 | «Титан»              | 34 | 9  | 5  | 20 | 33−59 | 32 |
| 15 | ФК «Одеса»           | 34 | 7  | 10 | 17 | 37−51 | 31 |
| 16 | МФК «Миколаїв»       | 34 | 9  | 4  | 21 | 33−51 | 28 |
| 17 | «Енергетик»          | 34 | 5  | 4  | 25 | 26−75 | 19 |
| 18 | ФК «Львів»           | 34 | 6  | 3  | 25 | 21−79 | 18 |

«Енергетик» знявся після 32-го туру.
Позначення:

## Чемпіонат України
| 1 тур 17 липня 2011, 14:00 |

| ФК «Львів»                  | 2–3 | «Сталь» (Алчевськ)                    |
| --------------------------- | --- | ------------------------------------- |
| Грицай 21' (пен.) Луцик 33' |     | Колінс 45+1' Гавриш 57' Дегтярьов 78' |

| «Лафорт Арена», Добромиль Глядачі: 1200 Суддя: Кузьмін (Миколаїв) |

| 2 тур 23 липня 2011, 18:00 +18 °C |

| «Олімпік»                    | 4–0 | ФК «Львів» |
| ---------------------------- | --- | ---------- |
| Лебедь 22' 79' Матяж 66' 81' |     |            |

| «Олімпік», Донецьк Глядачі: 300 Суддя: Павлюк (Київ) |

| 3 тур 1 серпня 2011, 16:00 +16 °C |

| ФК «Львів» | 0–2 | «Нафтовик-Укрнафта»      |
| ---------- | --- | ------------------------ |
|            |     | Карноза 50' Саванчук 74' |

| «Лафорт Арена», Добромиль Глядачі: 200 Суддя: Бондар (Хмельницький) |

| 4 тур 6 серпня 2011, 18:00 +25 °C |

| «Арсенал»                   | 2–0 | ФК «Львів» |
| --------------------------- | --- | ---------- |
| Леонов 63' Товкацький 90+4' |     |            |

| «Трудові резерви», Біла Церква Глядачі: 4500 Суддя: Бондар (Харків) |

| 5 тур 14 серпня 2011, 15:00 +26 °C |

| ФК «Львів» | 1–0 | «Зірка» (Кіровоград) |
| ---------- | --- | -------------------- |
| Косар 80'  |     |                      |

| «Лафорт Арена», Добромиль Глядачі: 1200 Суддя: Драчов (Чернігів) |

| 6 тур 21 серпня 2010, 17:30 +28 °C |

| МФК «Миколаїв»                        | 3–0 | ФК «Львів» |
| ------------------------------------- | --- | ---------- |
| Бровкін 29' Колодін 77' Родевич 90+1' |     |            |

| Центральний міський стадіон, Миколаїв Глядачі: 5670 Суддя: Козиряцький (Запоріжжя) |

| 7 тур 26 серпня 2011, 17:00 +29 °C |

| ФК «Львів» | 1–1 | «Нива» (Вінниця) |
| ---------- | --- | ---------------- |
| Чапко 62'  |     | Герасимець 11'   |

| «Лафорт Арена», Добромиль Глядачі: 510 Суддя: Синишин (Івано-Франківськ) |

| 8 тур 31 серпня 2011, 18:00 +27 °C |

| «Динамо-2»                                               | 5–0 | ФК «Львів» |
| -------------------------------------------------------- | --- | ---------- |
| Новак 14' 45' (пен.) Коваль 30' Бутенін 57' Хобленко 79' |     |            |

| НТД «Динамо», Чапаєвка Глядачі: 300 Суддя: Бондар (Хмельницький) |

| 9 тур 4 вересня 2011, 17:00 +27 °C |

| ФК «Львів» | 1–0 | «Закарпаття» (Ужгород) |
| ---------- | --- | ---------------------- |
| Грицай 13' |     |                        |

| «Лафорт Арена», Добромиль Глядачі: 300 Суддя: Білокур (Курахове) |

| 10 тур 11 вересня 2011, 17:00 +25 °C |

| ФК «Львів» | 1–4 | ФК «Одеса»                          |
| ---------- | --- | ----------------------------------- |
| Грицай 74' |     | Косирін 1' 16' 88' В. Полтавець 10' |

| «Лафорт Арена», Добромиль Глядачі: 860 Суддя: Митровський (Ужгород) |

| 11 тур 13 жовтня 2011, 19:00 +10 °C |

| «Металург» (Запоріжжя)                                 | 4–0 | ФК «Львів» |
| ------------------------------------------------------ | --- | ---------- |
| Тейку 19' Рудика 34' Ашраф Халфауї 45' Джеферсон 90+3' |     |            |

| «Славутич-Арена», Запоріжжя Глядачі: 4500 Суддя: Монзуль (Харків) |

| 12 тур 25 вересня 2011, 17:00 +21 °C |

| ФК «Львів»  | 1–2 | «Буковина» (Чернівці)     |
| ----------- | --- | ------------------------- |
| Чучман (82) |     | Ушаков (49) Вечтомов (79) |

| «Лафорт Арена», Добромиль Глядачі: 600 Суддя: Козиряцький (Запоріжжя) |

| 13 тур 30 вересня 2011, 18:00 +15 °C |

| «Кримтеплиця»                   | 2–1 | ФК «Львів»        |
| ------------------------------- | --- | ----------------- |
| Малиш 43' (пен.) Симончук 90+4' |     | Грицай 85' (пен.) |

| «КТ Спорт-Арена», смт Аграрне Глядачі: 1000 Суддя: Павлюк (Київ) |

| 14 тур 5 жовтня 2011, 15:00 +17 °C |

| ФК «Львів» | 0–2 | ФК «Севастополь»        |
| ---------- | --- | ----------------------- |
|            |     | Плешаков 23' Танчик 52' |

| «Лафорт Арена», Добромиль Глядачі: 300 Суддя: Кузьмін (Миколаїв) |

| 15 тур 10 жовтня 2011, 15:30 +15 °C |

| «Геліос»                | 2–0 | ФК «Львів» |
| ----------------------- | --- | ---------- |
| Кривошеєв 20' Качур 48' |     |            |

| «Геліос-Арена», Харків Глядачі: 500 Суддя: Чижевський (Київ) |

| 16 тур 16 жовтня 2011, 14:00 +5 °C |

| ФК «Львів» | 1–3 | «Титан» (Армянськ)           |
| ---------- | --- | ---------------------------- |
| Чапко 71'  |     | Маслов 47' Кравченко 60' 76' |

| «Лафорт Арена», Добромиль Глядачі: 300 Суддя: Драчов (Чернігів) |

| 17 тур 21 жовтня 2011, 15:30 +8 °C |

| «Енергетик»     | 1–0 | ФК «Львів» |
| --------------- | --- | ---------- |
| Гребинський 69' |     |            |

| «Енергетик», Бурштин Глядачі: 1350 Суддя: Митровський (Ужгород) |

| 18 тур 29 жовтня 2011, 15:00 +5 °C |

| «Сталь»                    | 2–0 | ФК «Львів» |
| -------------------------- | --- | ---------- |
| Колінс Нгаха 3' Батюшин 7' |     |            |

| «Сталь», Алчевськ Глядачі: 1225 Суддя: Білокур (Курахове) |

| 19 тур 6 листопада 2011, 14:00 +9 °C |

| ФК «Львів» | 0–4 | «Олімпік» (Донецьк)             |
| ---------- | --- | ------------------------------- |
|            |     | Матяж 31' 73' Дорошенко 63' 89' |

| «Лафорт Арена», Добромиль Глядачі: 350 Суддя: Чижевський (Київ) |

| 20 тур 12 листопада 2011, 14:00 +1 °C |

| «Нафтовик-Укрнафта»        | 2–1 | ФК «Львів»      |
| -------------------------- | --- | --------------- |
| Деревльов 88' Грицук 90+2' |     | Козловський 35' |

| «Нафтовик», Охтирка Глядачі: 1500 Суддя: Головков (Сєвєродонецьк) |

| 21 тур 20 листопада 2011, 14:00 +3 °C |

| ФК «Львів» | 1–4 | «Арсенал» (Біла Церква)                      |
| ---------- | --- | -------------------------------------------- |
| Луцик 42'  |     | Костюк 10' Постолатьєв 49' 62' Антонюк 90+2' |

| СКА, Львів Глядачі: 1200 Суддя: Махно (Кіровоград) |

| 22 тур 24 березня 2012, 14:00 +11 °C |

| «Зірка»                                  | 4–1 | ФК «Львів» |
| ---------------------------------------- | --- | ---------- |
| Дурай 17' Порошин 31' 79' Рудницький 90' |     | Родін 65'  |

| «Зірка», Кіровоград Глядачі: 4500 Суддя: Бондаренко (Одеса) |

| 23 тур 29 березня 2012, 17:00 +7 °C |

| ФК «Львів»     | 2–1 | МФК «Миколаїв» |
| -------------- | --- | -------------- |
| Мельник 3' 18' |     | Семенина 62'   |

| «Україна», Львів Глядачі: 1000 Суддя: Монзуль (Харків) |

| 24 тур 3 квітня 2012, 17:00 +13 °C |

| «Нива» (Вінниця)   | 1–1 | ФК «Львів»  |
| ------------------ | --- | ----------- |
| Пасічниченко 45+2' |     | Мельник 48' |

| Центральний міський стадіон, Вінниця Глядачі: 1800 Суддя: Козиряцький (Запоріжжя) |

| 25 тур 9 квітня 2012, 17:00 +5 °C |

| ФК «Львів» | 0–1 | «Динамо-2» (Київ) |
| ---------- | --- | ----------------- |
|            |     | Бутенін 58'       |

| СКА, Львів Глядачі: 700 Суддя: Фощій (Черкаси) |

| 26 тур 13 квітня 2012, 17:30 +17 °C |

| «Говерла-Закарпаття»                          | 4–0 | ФК «Львів» |
| --------------------------------------------- | --- | ---------- |
| Печенкін (15) Трухін (40), (57) Свиридов (42) |     |            |

| «Авангард», Ужгород Глядачі: 3000 Суддя: Бондар (Харків) |

| 27 тур 21 квітня 2012, 16:30 +18 °C |

| ФК «Одеса»                        | 2–3 | ФК «Львів»                             |
| --------------------------------- | --- | -------------------------------------- |
| Шевель (23) Пархоменко (53, пен.) |     | Гарас (27) Сідельник (55) Мельник (86) |

| «Спартак», Одеса Глядачі: 500 Суддя: Пасхал (Херсон) |

| 28 тур 28 квітня 2012, 19:00 +27 °C |

| ФК «Львів»     | 1–5 | «Металург» (Запоріжжя)                  |
| -------------- | --- | --------------------------------------- |
| Шептицький 28' |     | Бєлік 35' (пен.) 39' 52' 59' 75' (пен.) |

| «Україна», Львів Глядачі: 1000 Суддя: Павлюк (Київ) |

| 29 тур 2 травня 2012, 16:00 +30 °C |

| «Буковина» | 0–0 | ФК «Львів» |
| ---------- | --- | ---------- |
|            |     |            |

| «Буковина», Чернівці Глядачі: 1200 Суддя: Махно (Кіровоград) |

| 30 тур 9 травня 2012, 18:00 +13 °C |

| ФК «Львів»  | 1–0 | «Кримтеплиця» (Молодіжне) |
| ----------- | --- | ------------------------- |
| Мельник 56' |     |                           |

| «Україна», Львів Глядачі: 350 Суддя: Митровський (Ужгород) |

| 31 тур 15 травня 2012, 19:00 +21 °C |

| ФК «Севастополь»                         | 4–0 | ФК «Львів» |
| ---------------------------------------- | --- | ---------- |
| Кузнецов 10' 56' Танчик 21' Култишев 44' |     |            |

| «Севастополь», Севастополь Глядачі: 5863 Суддя: Скрипак (Київ) |

| 32 тур 20 травня 2012, 17:00 +25 °C |

| ФК «Львів»  | 1–3 | «Геліос» (Харків)             |
| ----------- | --- | ----------------------------- |
| Мельник 10' |     | Герасимець 35' Расков 70' 90' |

| «Україна», Львів Глядачі: 700 Суддя: Кривоносов (Київ) |

| 33 тур 26 травня 2012, 17:00 +12 °C |

| «Титан»                      | 2–0 | ФК «Львів» |
| ---------------------------- | --- | ---------- |
| Кліментовський 2' Гайдаш 47' |     |            |

| «Хімік», Армянськ Глядачі: 800 Суддя: Кутаков (Бровари) |

| 34 тур 30 травня 2012 |

| ФК «Львів» | +:- (матч не відбувся; «Енергетик» знявся зі змагань) | «Енергетик» (Бурштин) |
| ---------- | ----------------------------------------------------- | --------------------- |
|            |                                                       |                       |

|  |

## Кубок України
| Другий попередній етап (1/32) 17 серпня 2011, 17:00 +27 °C |

| ФК «Львів» | 1–3 | «Зірка» (Кіровоград)                     |
| ---------- | --- | ---------------------------------------- |
| Чапко 66'  |     | Кочура 1' (пен.) Дурай 59' Гулордава 88' |

| «Лафорт Арена», Добромиль Глядачі: 150 Суддя: Яблонський (Тернопіль) |

## Склад
Тренерський штаб:
до лютого
- Роман Лаба — в. о. головного тренера (до вересня)
- Роман Марич — головний тренер (з вересня)
- Андрій Ханас — тренер[3]
- Тарас Шевчик — тренер воротарів.

з лютого
- Володимир Журавчак — головний тренер
- Роман Марич, Юрій Беньо, Андрій Чіх — тренери.[4]

У чемпіонаті за клуб виступало 52 гравця:
| Футболіст             | Поз. | Ігор | Гол. |
| --------------------- | ---- | ---- | ---- |
| Андрій Череднюк       | В    | 16   | -37  |
| Іван Піцан            | В    | 8    | -16  |
| Ігор Рипновський      | В    | 7    | -16  |
| Богдан Колядюк        | В    | 2    | -7   |
| Василь Шпук           | В    | 2    | -6   |
| Вадим Жук             | З    | 20   | -    |
| Назар Химич           | З    | 20   | -    |
| Володимир Заставний   | З    | 20   | -    |
| Данило Лазар          | З    | 17   | -    |
| Олег Петрик           | З    | 16   | -    |
| Ігор Казан            | З    | 13   | -    |
| Ярослав Сухоцький     | З    | 12   | -    |
| Руслан Мостовий       | З    | 12   | -    |
| Олександр Гринишин    | З    | 12   | -    |
| Дмитро Плієв          | З    | 10   | -    |
| Михайло Басараб       | З    | 10   | -    |
| Ярослав Варивода      | З    | 10   | -    |
| Тарас Гвоздик         | З    | 10   | -    |
| Сергій Карпенко       | З    | 9    | -    |
| Дмитро Родін          | З    | 8    | 1    |
| Павло Лешко           | З    | 7    | -    |
| Максим Яхно           | З    | 6    | -    |
| Роман Подгорський     | З    | 6    | -    |
| Віталій Грицай        | П    | 19   | 4    |
| Антон Луцик           | П    | 18   | 2    |
| Станіслав Чучман      | П    | 15   | 1    |
| Станіслав Гончарук    | П    | 14   | -    |
| Сергій Косар          | П    | 13   | -    |
| Володимир Косар       | П    | 11   | 1    |
| Сергій Чапко          | П    | 10   | 2    |
| Юрій Войтович         | П    | 10   | -    |
| Павло Гордійчук       | П    | 10   | -    |
| Ярослав Куцяба        | П    | 9    | -    |
| Петро Сідельник       | П    | 7    | 1    |
| Володимир Вербний     | П    | 4    | -    |
| Микола Вольський      | П    | 4    | -    |
| Михайло Сікорський    | П    | 3    | -    |
| Сергій Рева           | П    | 2    | -    |
| Назар Мавров          | П    | 2    | -    |
| Валерій Матвіїв       | П    | 1    | -    |
| Владислав Мельник     | Н    | 15   | -    |
| Ігор Мельник          | Н    | 11   | 6    |
| Святослав Козловський | Н    | 12   | 1    |
| Ігор Балух            | Н    | 10   | -    |
| Олег Гарас            | Н    | 8    | 1    |
| Павло Онисько         | Н    | 8    | -    |
| Олександр Тимчишин    | Н    | 5    | -    |
| Олег Шептицький       | Н    | 4    | 1    |
| Роман Степанов        | Н    | 4    | -    |
| Тарас Тарасюк         | Н    | 2    | -    |
| Іван Карапінка        | Н    | 1    | -    |
| Роман Макаревич       | Н    | 1    | -    |